# Rhynchobapta albovenaria
Rhynchobapta albovenaria là một loài bướm đêm trong họ Geometridae.